# Arrhopalites nivalis
Arrhopalites nivalis  (лат.) — вид бескрылых коллембол из семейства Arrhopalitidae. Южная Азия: Непал (Maedane Karka). Мелкие шаровидной формы членистоногие (длина 0,8 мм). Полностью беловатые. Глаза развиты (1+1). Вентральная дентальная формула: 3-2-1-1. Четвёртый антеннальный членик не субсегментированный.